# Unstoppable Momentum
Unstoppable Momentum je čtrnácté studiové album amerického kytaristy Joe Satrianiho, vydané 7. května 2013 u vydavatelství Epic Records. Jeho producentem je Satriani a Mike Fraser a jde o nástupce alba Black Swans and Wormhole Wizards z roku 2010. Nahrávání alba začalo koncem roku 2012 a skončilo v únoru 2013.

## Seznam skladeb
| Pořadí | Název                          | Délka |
| ------ | ------------------------------ | ----- |
| 1.     | Unstoppable Momentum           | 5:14  |
| 2.     | Can't Go Back                  | 3:59  |
| 3.     | Lies and Truths                | 4:45  |
| 4.     | Three Sheets to the Wind       | 3:22  |
| 5.     | I'll Put a Stone in Your Cairn | 1:43  |
| 6.     | A Door into Summer             | 4:16  |
| 7.     | Shine On American Dreamer      | 4:46  |
| 8.     | Jumpin' In                     | 5:11  |
| 9.     | Jumpin' Out                    | 3:52  |
| 10.    | The Weight of the World        | 5:07  |
| 11.    | A Celebration                  | 2:47  |

## Obsazení
- Joe Satriani – kytara
- Mike Keneally – klávesy
- Chris Chaney – baskytara
- Vinnie Colaiuta – bicí